# Edmond Henry
Edmondus Leo „Edmond“ Henry (* 4. August 1886 in Gent; † 9. November 1931 ebenda) war ein belgischer Schwimmer.

## Karriere
Henry nahm an den Olympischen Spielen 1920 in Antwerpen teil. Hier scheiterte er in den Wettbewerben über 200 m und 400 m Brust jeweils im Vorlauf an der Halbfinalqualifikation.